# Georgetown (condado de Price, Wisconsin)
Georgetown es un pueblo ubicado en el condado de Price en el estado estadounidense de Wisconsin. En el Censo de 2010 tenía una población de 171 habitantes y una densidad poblacional de 1,23 personas por km².

## Geografía
Georgetown se encuentra ubicado en las coordenadas 45°36′1″N 90°37′30″O / 45.60028, -90.62500. Según la Oficina del Censo de los Estados Unidos, Georgetown tiene una superficie total de 139.07 km², de la cual 138.81 km² corresponden a tierra firme y (0.19%) 0.26 km² es agua.

## Demografía
Según el censo de 2010, había 171 personas residiendo en Georgetown. La densidad de población era de 1,23 hab./km². De los 171 habitantes, Georgetown estaba compuesto por el 94.74% blancos, el 0% eran afroamericanos, el 0% eran amerindios, el 2.92% eran asiáticos, el 0% eran isleños del Pacífico, el 1.75% eran de otras razas y el 0.58% pertenecían a dos o más razas. Del total de la población el 1.75% eran hispanos o latinos de cualquier raza.